# Лебедев, Сергей Александрович (философ)
Сергей Александрович Лебедев (род. 28 июня 1940, Свердловск) — советский и российский философ, специалист в области метафилософии, логики и методологии науки, теории познания, истории и философии науки, научного менеджмента, философской антропологии. Доктор философских наук, профессор, профессор МГУ им. М.В. Ломоносова, Заслуженный профессор Московского университета.

## Биография
Родился на Урале, в городе Свердловске. В 1957 г. окончил среднюю школу.
1957—1959 гг. — студент Свердловского горного института им. В.В. Вахрушева (факультет горной механики).
1959—1962 гг. — служба в рядах советской армии.
В 1962 г. поступил на философский факультет МГУ им. М.В. Ломоносова, который окончил с отличием в 1967 г., защитив диплом по кафедре логики.
1967—1969 гг. — преподаватель кафедры философии Московского физико-технического института (г. Долгопрудный Московской области).
1969—1971 гг. — аспирант кафедры диалектического материализма философского факультета МГУ.
1971—1992 гг. — ассистент, старший преподаватель, доцент философского факультета МГУ.
1973 г. — защитил в МГУ кандидатскую диссертацию на тему «Место индукции в научном познании».
1990 г. — защитил в МГУ докторскую диссертацию в форме доклада по совокупности публикаций. Тема «Механизм и формы взаимосвязи философского и конкретно-научного знания».
1992 г. — избран на должность профессора кафедры философии естественных факультетов МГУ.
1993—1996 гг. — заведующий кафедрой социологии, экономики и организации науки Центра социально-гуманитарного образования МГУ.
1996—2000 гг. — заведующий лабораторией организации и управления наукой Института государственного управления и социальных исследований МГУ.
2000—2006 гг. — профессор, заведующий кафедрой философии Института переподготовки и повышения квалификации преподавателей гуманитарных и социальных наук МГУ (ИППК МГУ).
2006—2012 гг. — профессор кафедры философии ИППК МГУ.
1998 г. — по настоящее время профессор кафедры философии МГТУ им. Н.Э. Баумана.
2012 - 2018 гг. — профессор кафедры философии естественных факультетов философского факультета МГУ им. М.В. Ломоносова
2018 - по настоящее время главный научный сотрудник кафедры философии естественных факультетов  философского факультета МГУ им. М.В. Ломоносова
Серия учебников по философии науки под ред. С.А. Лебедева была награждена дипломом в номинации «Лучший учебник XXI века» на международной книжной ярмарке в Москве (2006 г.).
Опубликовал более  400 научных статей и  80 монографий и учебных пособий по различным разделам философии.
Подготовил 11 кандидатов наук и 2-х докторов наук.
Главный редактор журнала «Вопросы философии и психологии» (с 2015 г.).
Член редколлегии журналов:
«Вестник Московского университета», серия 7, «Философия» (с 2001 г. по 2015 г.),  «Новое в психолого-педагогических исследованиях» (с 2012 г. по 2018г.),  «Вестник Северо-Восточного Федерального университета». Серия «Психология. Педагогика. Философия» ( 2015 г.),
«Журнал философских исследований» (с 2016г. по настоящее время), «Вестник Московского Государственного Областного Университета». Серия «Философские науки» (с 2018г. по настоящее время)
Действительный член Международной академии информатизации (с 1995 г.), Международной академии наук высшей школы (с 2005 г.), Международной педагогической академии (с 2005 г.).
Имеет государственные награды: медаль «За освоение целинных земель» (1958 г.), медаль «В память 850-летия Москвы» (1997 г.), медаль ордена «За заслуги перед Отечеством» II степени (2002 г.), Почётная грамота Президента Российской Федерации(распоряжение Президента РФ от 29.12.2022 №430 - РП)

## Основные идеи
В трудах С. А. Лебедева сформулированы, обоснованы и развиты следующие фундаментальные идеи:
1. Предметом философии являются основные способы отношения человека к  действительности: онтологическое, познавательное, практическое, коммуникационное, этическое, эстетическое, деятельностное, филотическое, экзистенциальное и др. Каждый из них регулируется соответствующей парой противоположных ценностей: онтологическое — «ничто — нечто», гносеологическое — «истина — ложь»; экзистенциальное — «свобода — несвобода»; эстетическое — «красота — безобразие»; этическое — «добро — зло»; филотическое  —  «любовь — ненависть»; практическое — «польза — вред»; коммуникационное — «связь — отчуждение»;   деятельностное — «деяние — недеяние». Одной из главных задач философии является рациональная   рефлексия и конструирование такого содержания универсальных ценностей, которое наиболее полно отвечало бы адаптивным и творческим возможностям человека. 
2. Обоснован многомерный и системный характер природы и сущности человека. Основными (необходимыми и достаточными) измерениями человека являются: космическое,  биологическое, социальное, культурное, духовное, экзистенциальное. Ни одно из них не сводится к другим  и не выводится из них. Многомерный характер природы и сущности человека позволяет ему быть достаточно устойчивой и одновременно чрезвычайно динамичной системой, обладающей огромным адаптивным потенциалом. 
3. Построена теория механизма и форм взаимосвязи философии и конкретных наук как двух противоположных (по многим семиотическим характеристикам), но вместе с тем дополняющих друг друга видов знания. Взаимосвязь философии и конкретных наук обеспечивается процедурой интерпретации категорий философии в терминах конкретно-научного знания и обратно. Отношение между философией и конкретными науками опосредовано тремя видами интерпретационного знания: философскими основаниями науки, философскими проблемами науки и философией науки как особой областью междисциплинарного знания. Осуществлена реконструкция четырех основных концепций взаимоотношения философии и частных наук: трансценденталистской («философия — наука наук»), позитивистской («наука сама себе философия»), антиинтеракционистской («между философией и наукой не существует отношения внутренней взаимосвязи и детерминации одного другим») и диалектической («философия и наука внутренне взаимосвязаны между собой и влияют друг на друга»). 
4. Разработана новая концепция предмета и структуры современной философии науки. В отличие от классической философии науки, предметом которой было в основном исследование научного познания и его отличие от других видов познания и знания, в современной философии науки её предмет понимается гораздо шире. Наряду с онтологическим и эпистемологическим измерениями науки, столь же значимыми в современной философии науки считаются социальное, культурное, практическое и антропологическое измерения научной деятельности. Соответственно, наряду с онтологией и эпистемологией науки важными разделами современной философии науки являются социология науки и научного знания, культурология науки, праксиология науки, аксиология и антропология научной деятельности. Только такое, более широкое понимание предмета и структуры философии науки позволяет создать адекватную модель реальной науки и наиболее полно раскрыть закономерности её развития. 
5. Сконструирована 4-х уровневая  модель структуры научного знания:
— чувственный уровень научного знания (данные наблюдения и эксперимента),
— эмпирический уровень научного знания (факты и эмпирические обобщения),
— теоретический уровень научного знания (научная теория),
— метатеоретический уровень научного знания (состоит из  двух подуровней: общенаучного знания и философских оснований определённой науки).
Каждый из уровней научного знания имеет свою собственную онтологию, своё специфическое содержание и потому не сводим и логически не выводим из любого другого уровня. Взаимосвязь между различными уровнями научного знания имеет конструктивно творческий характер и осуществляется с помощью интерпретации (идентификации) значений терминов (символов) одного уровня в терминах других уровней знания.
6. Сформулирована и обоснована концепция о консенсуальной природе научной истины и социальном характере субъекта научного познания. Подлинным субъектом реальной науки является не отдельный ученый и не трансцендентальный научный субъект, а дисциплинарное научное сообщество, члены которого связаны между собой единством предмета исследования и разветвлённой сетью когнитивных коммуникаций. Благодаря коллективному характеру субъекта научного познания, истина в науке не только доказывается фактами и теоретическими аргументами, но и утверждается научным сообществом на основе его коллективной когнитивной воли и согласия. 
7. Обоснована необходимость введения в структуру современной философии науки такого её важнейшего раздела как праксиология науки. Его предмет — взаимосвязь науки с практикой и экономическими потребностями общества. Одной из центральных задач праксиологии науки является создание общей теории научно-инновационной деятельности. Этот вид деятельности требует для своей успешной реализации особых знаний и умений по опредмечиванию научных знаний, продвижению научных инноваций, их юридическое закрепление в качестве интеллектуальной собственности, проведение маркетинговых исследований по оценке рыночных перспектив научных разработок и т.д. 
8. На примере индукции показано развитие представлений о методах научного познания в ходе исторического развития науки и философии. В современной философии и науке существуют два различных понимания индукции как метода. Первое - традиционное понимание индукции как движение познающей мысли от частного к общему, от фактов к их обобщениям, от менее общего знания к более общему и даже как движения мысли от эмпирического знания к теоретическому. Второе - в современной математической логике и её применении было разработано понимание индукции как метода определения степени логической зависимости одних высказываний от других. Поскольку гносеологическая проблематика при классическом понимании индукции и при современном понимании индукции - существенно различна, было предложено оформить различие между классическим и современным пониманием индукции с помощью введения терминов «индукция1»(классическое понимание индукции) и «индукция2» (современное понимание индукции).
9. Раскрыта гносеологическая специфика структуры технических и технологических наук по сравнению с естественными и социально-гуманитарными науками. Во-первых, строение знания в технических и технологических науках имеет не вертикальную (уровневую), а смешанную (горизонтально-вертикальную) структуру. Во-вторых, важнейшими компонентами в структуре знания в технических и технологических дисциплинах являются не только естественнонаучные, но и социально-гуманитарные знания (экономические, юридические, управленческие, социальные, практические). 
10. Осуществлён методологический анализ категории «вероятность». Обоснована правомерность всех основных интерпретаций данного понятия: частотной, логической, диспозиционной и субъективной. Все они полностью соответствуют основным законам исчисления вероятностей. Вместе с тем, ни одна из указанных выше интерпретаций вероятности не является универсальной и применимой во всех контекстах использования понятия «вероятность». В одних контекстах эффективно использовать одну интерпретацию вероятности, в других — другую. 
11. Выдвинут ряд новых аргументов для обоснования единства естественнонаучного и социально-гуманитарного знания:
— не только социально-гуманитарное, но и естественнонаучное знание имеет:
субъект-объектный характер;
относительный и консенсуальный характер своей истинности, определенности и обоснованности;
ценностные основания и гуманитарное (в частности, антропологическое и этическое) измерение;
имеют своим фундаментом некие философские основания;
— не только социально-гуманитарное, но и естественнонаучное знание (как теоретическое, так и эмпирическое) имеет конструктивную природу и является результатом когнитивного творчества ученых, а не только отражения объекта;
— не только в социально-гуманитарных, но и в естественных науках имеет место теоретический плюрализм и диалектический характер развития, характеризующийся научными революциями;
— не только естествознание, но и многие современные социальные и гуманитарные науки опираются на систематические наблюдения и эксперимент в процессе производства нового знания и используют их в качестве важного критерия истинности своих концепций (экономика, социология, психология, психиатрия, языкознание, антропология, искусствознание и т.д.);
— не только естественные, но и многие современные социальные и гуманитарные науки используют количественные методы и математические модели в качестве средств познания (экономика, социология, психология, искусствознание, медицина, история, лингвистика  и т.д.).
Лебедев С.А. - автор четырех новых концепций современной философии и методологии науки: 
— позитивно-диалектическая парадигма философии науки,  
— уровневая методология науки,  
— консенсуальная природа научной истины,  
— история и теория научного метода. 

## Основные сочинения

### I. Монографии и учебники
1. Лебедев С. А., Купцов В. И., Борзенков В. Г., Панин А. В. и др. Философия и наука. — М.: Издательство Московского Университета, 1973. — 231 с. — 6700 экз.
2. Лебедев С. А., Борзенков В. Г. Основные философские проблемы современного естествознания. — М.: Издательство Московского Университета, 1975. — 149 с. — 2500 экз.
3. Lebedev S., Kupszov V., Borzenkov V. Filozofia a nauka. — Warszawa, 1976. — 257 с.
4. Lebedev S. A., Kouptcov V.I., Borzenkov V. G., Kotine S., Terekhov M. La philosophie et la science. — Moskou: Du Progres, 1979. — 317 с. — 3320 экз.
5. Лебедев С. А. Индукция как метод научного познания. — М.: Издательство Московского Университета, 1980. — 192 с. — 3030 экз.
6. Lebedev S., Kouptcov V., Borzenkov V., Kotine S. ФIΛОZОФІА КАI EПIΣTHMH. — ΑθΗΝΑ: GUTENBERG, 1984. — 218 с.
7. Наука России на пороге XXI века: проблема организации и управления / Под ред. С. А. Лебедева. — М.: Университетский гуманитарный лицей, 2000. — 308 с. — 200 экз. — ISBN 5-88378-043-0.
8. Лебедев С. А. и др. Социология науки. Хрестоматия. — Курьер российской академической науки и высшей школы http://www.courier-edu.com., 2000.
9. Лебедев С. А., Бромберг Г. В., Розов Б. С. Интеллектуальная собственность. Вводный курс. — М.: Макс-Пресс, 2002. — 140 с. — 100 экз. — ISBN 5-317-00402-0.
10. Философия: проблемный курс / Под ред. С. А. Лебедева. — М.: ИПЦ Глобус, 2002. — 479 с. — 500 экз. — ISBN 5-8155-0149-2.
11. Концепции современного естествознания: философское осмысление / Под ред. С. А. Лебедева. — М.-Владикавказ: Иристон, 2003. — 328 с. — 500 экз. — ISBN 5-8336-0319-6.
12. Философия. Университетский курс / Под ред. С. А. Лебедева. — М.: Фаир-Пресс, 2003. — 528 с. — 5000 экз. — ISBN 5-8183-0692-5.
13. Философия современного естествознания / Под ред. С. А. Лебедева. — М.: Фаир-Пресс, 2004. — 304 с. — 3000 экз. — ISBN 5-8183-07-30-1.
14. Лебедев С. А. Философия науки. Словарь основных терминов. — 1-е изд., 2-е изд.. — М.: Академический проект, 2004, 2006. — 320, 317 с. — 2000экз., 2000 экз. — ISBN 978-5-8291-0338-5, 5-8291-0720-1.
15. Философия науки. Общий курс / Под ред. С. А. Лебедева. — 1-е изд. — 6-е изд.. — М.: Академический проект, 2004 — 2010. — 736 с. — 3000 экз. — ISBN 5-8291-0447-4, 5-92358-12-4.
16. Основы философии науки / Под ред. С. А. Лебедева. — М.: Академический проект, 2005. — 544 с. — 3000 экз. — ISBN 5-8291-0550-0, 5-88687-164-0.
17. Философская антропология / Под ред. С. А. Лебедева. — М.: Академкнига, 2005. — 424 с. — 1000 экз. — ISBN 5-94628-234-4.
18. Лебедев С. А. Структура научного знания. — СПб.: СПбГУП, 2006. — 40 с. — (Избранные лекции университета). — 1000 экз. — ISBN 5-7621-0350-1.
19. Философия математики и технических наук / Под ред. С. А. Лебедева. — М.: Академический проект, 2006. — 784 с. — (Gaudeamus). — 3000 экз. — ISBN 5-8291-0748-1.
20. Философия естественных наук / Под ред. С. А. Лебедева. — М.: Академический проект, 2006. — 560 с. — (Gaudeamus). — 3000 экз. — ISBN 5-8291-0673-6, 5-902357-42-Х.
21. Философия социальных и гуманитарных наук / Под ред. С. А. Лебедева. — 1-е изд., 2-е изд. — М.: Академический проект, 2006, 2008. — 736 с. — (Gaudeamus). — 3000 экз. — ISBN 978-5-8291-0918-9.
22. Лебедев С. А., Ильин В. В., Лазарев Ф. В., Лесков Л. В. Введение в историю и философию науки. — 1-е изд, 2-е изд. — М.: Академический проект, 2006, 2007. — 168 с. — (Gaudeamus). — 3000 экз. — ISBN 978-5-8291-0840-3.
23. Концепции современного естествознания / Под ред. С. А. Лебедева. — М.: Академический проект, 2007. — 407 с. — 3000 экз. — ISBN 978-5-8291-0826-7.
24. История и философия науки / Под ред. С. А. Лебедева. — М.: Академический проект, 2007. — 608 с. — (Gaudeamus). — 3000 экз. — ISBN 978-5-8291-0839-7, 978-5-902766-37-7.
25. Лебедев С. А. Философия науки: краткая энциклопедия (основные направления, концепции, категории). — М.: Академический проект, 2008. — 692 с. — 3000 экз. — ISBN 978-5-8291-0911-0.
26. Философия науки. Наука как инновационная деятельность / Под ред. С. А. Лебедева. — Уфа: Академия ВЭГУ, 2009. — 490 с. — 500 экз. — ISBN 978-5-87865-446-7.
27. Лебедев С. А., Лазарев Ф. В. Многомерный человек. Онтология и методология исследования. — М.: МГУ, 2010. — 96 с. — 750 экз. — ISBN 978-5-211-05803-3.
28. Лебедев С. А., Рубочкин В. А. История и философия науки. — М.: Издательство Московского университета, 2010. — 200 с. — 1000 экз. — ISBN 978-5-211-05575-9.
29. Лебедев С. А. Современная философия науки. Дидактические схемы и словарь. — М.-Воронеж: МПСИ, МОДЭК, 2010. — 384 с. — 3000 экз. — ISBN 978-5-9770-0105-2, 978-5-89395-825-6.
30. Философская антропология. Человек многомерный / Под ред. С. А. Лебедева. — М.: Юнити-Дана, 2010. — 350 с. — 5000 экз. — ISBN 978-5-238-01852-2,.
31. Концепции современного естествознания / Под ред. С. А. Лебедева. — М.: Юрайт, 2011. — 358 с. — 1500 экз. — ISBN 978-5-9916-1199-2.
32. Лебедев С. А., Рубочкин В. А. История науки. Философско-методологический анализ. — М.-Воронеж: МПСИ, МОДЭК, 2011. — 332 с. — (Библиотека студента). — 3000 экз. — ISBN 978-5-9770-0626-2, 978-5-9636-0031-4.
33. Философия / Под ред. С. А. Лебедева. — М.: ЭКСМО, 2011. — 528 с. — 2000 экз. — ISBN 978-5-699-43492-3.
34. Лебедев С. А., Ильин В. В. Философия. Курс лекций. — М.: ЭКСМО, 2011. — 336 с. — 2500 экз. — ISBN 978-5-699-43495-4.
35. Лебедев С. А. Философия науки. — М.: Юрайт, 2011. — 288 с. — 1000 экз. — ISBN 978-5-0916-1031-5.
36. Лебедев С. А. Философия науки. Терминологический словарь. — М.: Академический проект, 2011. — 269 с. — 1500 экз. — ISBN 978-5-8291-1194-6.
37. Лебедев С. А., Ковылин Ю. А. Философия научно-инновационной деятельности. — М.: Академический проект, Парадигма, 2012. — 182 с. — 1000 экз. — ISBN 978-5-8291-1359-9, 978-5-902833-24-6.
38. Лебедев С., Коськов С. Философия науки и конвенционализм. — LAP LAMBERT Academic Publishing, 2012. — 184 с. — ISBN 13-978-3-8484-3008-6, 10-3848430088.
39. Лебедев С. А. Философия науки. Общие проблемы. — М.: Издательство Московского Университета, 2012. — 336 с. — 500 экз. — ISBN 978-5-211-06305-1.
40. Лебедев С. А. Основные парадигмы эпистемологии и философии науки. — М.: ФГБОУ ДПО "Академия медиаиндустрии", 2012. — 59 с. — 300 экз. — ISBN 978-5-8484-3578-4.
41. Лебедев С. А. Структура и развитие научного знания. Позитивно-диалектическая концепция.. — М.: ФГБОУ ДПО "Академия медиаиндустрии", 2012. — 74 с. — 300 экз. — ISBN 978-5-8484-3578-5.
42. Лебедев С. А. Философия науки. Учебник для магистров.. — 2-е изд., 3-е изд.. — М.: Юрайт, 2012, 2013. — 288 с. — 1000 экз. — ISBN 978-5-9916-2739-9.
43. Концепции современного естествознания. Учебник для бакалавров. / Под ред. С. А. Лебедева. — М.: Юрайт, 2013. — 363 с. — 1000 экз. — ISBN 978-5-9916-2237-0.
44. Методология науки: проблема индукции / Лебедев С. А.. — М.: Альфа-М, 2013. — 192 с. — 500 экз. — ISBN 978-5-98281-340-4.
45. Лебедев С.А. Методы научного познания.Учебное пособие. — М.: Альфа-М, 2014. — 272 с. — 500 экз. — ISBN 978-5-98281-389-3.
46. Лебедев С.А., Коськов С.Н. Эпистемология и философия науки.Классическая и неклассическая.Учебное пособие для вузов. — М.: Академический проект, 2014. — 295 с. — 1000 экз. — ISBN 978-5-8291-1536-4.
47. Лебедев С.А. Курс лекций по философии науки. — М.: Издательство МГТУ им. Н.Э. Баумана, 2014. — 320 с. — ISBN 978-5-7038-4005-4.
48. Лебедев С.А. Позитивно-диалектическая парадигма эпистемологии и философии науки. — М.: Академия медиаиндустрии, 2014. — 74 с. — ISBN 978-5-906310-02-8.
49. Лебедев С.А. Философия научного познания: основные концепции. — М.: Издательство Московского психолого-социального университета, 2014. — 272 с. — ISBN 978-5-9770-0826-6.
50. Лебедев С.А. Методология научного познания. — М.: Проспект, 2015. — 256 с. — ISBN 978-5-392-19243-4.
51. Лебедев С.А. Курс лекций по методологии научного познания. — М.: Издательство МГТУ им. Н.Э. Баумана, 2016. — 293 с. — ISBN 978-5-7038-4504-2.
52. Лебедев С.А. Краткий словарь по методологии научного познания. — М.: Издательство МГТУ им. Н.Э. Баумана, 2017. — 102 с. — ISBN 978-5-7038-4680-3.
53. Лебедев С.А. Научный метод: история и теория. — М.: Проспект, 2018. — 448 с. — ISBN 978-5-392-24179-8.
54. Лебедев С.А. Уровневая методология науки. — М.: Проспект, 2020. — 208 с. — ISBN 978-5-392-32569-6.
55. Лебедев С.А. Научная деятельность: основные понятия. — М.: Проспект, 2021. — 136 с. — ISBN 978-5-392-33672-2.
56. Лебедев С.А. Философия науки: позитивно-диалектическая концепция. — М.: Проспект, 2021. — 448 с. — ISBN 978-5-392-33582-4.
57. Лебедев С.А. Философия и методология науки. — М.: Академический проект, 2021. — 626 с. — ISBN 978-5-8291-3828-8.
58. Лебедев С.А. Методологическая культура ученого. в 2-х томах. том 1. — М.: Проспект, 2021. — 192 с. — ISBN 978-5-392-35817-5.
59. Лебедев С.А. Методологическая культура ученого. в 2-х томах. том 2. — М.: Проспект, 2021. — 216 с. — ISBN 978-5-392-35819-9.
60. Лебедев С.А. Философия науки. Учебное пособие для аспирантов. — М.: Проспект, 2021. — 216 с. — ISBN 978-5-392-35819-9.
61. Лебедев С.А. Философия науки. Курс лекций. — М.: Проспект, 2022. — 272 с. — ISBN 978-5-392-36666-8.
62. Лебедев С.А. Современная философия науки. — М.: Проспект, 2023. — 312 с. — ISBN 978-5-392-37407-6.

### II. Статьи в ведущих  журналах
1. Лебедев С.А. Роль индукции в процессе функционирования современного научного знания // Вопросы философии. — 1980. — № 6.
2. Лебедев С.А. Механизм и формы взаимосвязи философского и конкретно-научного знания // Вестник Московского университета, серия 7 "Философия". — 1992. — № 3.
3. Лебедев С.А., Миронов А.В. Когнитивная социология науки: от критики особого гносеологического статуса науки к проблеме научного консенсуса // Вестник Московского университета, серия 7 "Философия". — 1998. — № 4. — С. 99—108.
4. Лебедев С.А., Бромберг Г.В. Основы интеллектуальной собственности - в вузы! // Высшее образование в России. — 2000. — № 6. — С. 45—53.
5. Лебедев С.А., Антропов В., Сапунов М. Конструирование организационной реальности // Высшее образование в России. — 2000. — № 5. — С. 34—39.
6. Лебедев С.А., Володарская Е.А. Управление научной деятельностью (социально-психологические аспекты) // Высшее образование в России. — 2001. — № 1. — С. 85—94. — ISSN 0869-3617.
7. Лебедев С.А., Кудрявцев И.К. Синергетика как парадигма нелинейности // Вопросы философии. — 2002. — № 12.
8. Лебедев С.А. Предмет и природа философского знания // Вестник Московского университета, серия 7 "Философия". — 2002. — № 5. — С. 21—52.
9. Лебедев С.А. Плюрализм и фундаментальность // Высшее образование в России. — 2003. — № 1. — С. 59—66. — ISSN 0869-3617.
10. Лебедев С.А., Лазарев Ф.В. Проблема истины в социально-гуманитарных науках: интервальный подход // Вопросы философии. — 2005. — № 10. — С. 95—115.
11. Лебедев С.А., Кудрявцев И.К. Детерминизм и индетерминизм в развитии естествознания // Вестник Московского университета, серия 7 "Философия". — 2005. — № 6. — С. 1—20.
12. Лебедев С.А., Лекторский В.А., Касавин И.Т., Пружинин Б.И., Розов М.А., Филатов В.П,, Огурцов А.П., Аршинов В.И., Рабинович В.Л., Порус В.Н., Мамчур Е.А., Никешина Л.А. Философия науки: проблемы и перспективы (материалы "круглого стола") // Вопросы философии. — 2006. — № 10. — С. 3—44. — ISSN 0042—87—44.
13. Лебедев С.А., Твердынин Н.М. Гносеологическая специфика технических и технологических наук // Вестник Московского университета, серия 7 "Философия". — 2008. — № 2. — С. 44—70.
14. Лебедев С.А. Предмет и структура современной философии науки // Вестник Московского университета, серия 7 "Философия". — 2009. — № 1. — С. 3—25. — ISSN 0130-0091.
15. Лебедев С.А. История философии науки // Новое в психолого-педагогических исследованиях. — 2009. — № 1. — С. 5—66. — ISSN 2072—2516.
16. Лебедев С.А. Человек многомерный // Новое в психолого-педагогических исследованиях. — 2009. — № 2. — С. 23—53. — ISSN 2072—2516.
17. Лебедев С.А. Структура современной философии науки // Новое в психолого-педагогических исследованиях. — 2009. — № 4. — С. 7—20. — ISSN 2072—2516.
18. Лебедев С.А., Коськов С.Н. Конвенционализм как синтез рациональности и антропологичности научного знания // Вестник Московского университета, серия 7 "Философия". — 2009. — № 5. — С. 93—98.
19. Лебедев С.А. Философские измерения науки // Новое в психолого-педагогических исследованиях. — 2010. — № 1. — С. 17—36. — ISSN 2072—2516.
20. Лебедев С.А. Единство естественно-научного и социально-гуманитарного знания // Новое в психолого-педагогических исследованиях. — 2010. — № 2. — С. 5—10. — ISSN 2072—2516.
21. Лебедев С.А. Логико-методологический анализ понятия «интеллектуальный капитал» // Вестник Московского университета, серия 7 "Философия". — 2010. — № 1. — С. 15—25. — ISSN 0130—0091.
22. Лебедев С.А. Уровни научного знания // Вопросы философии. — 2010. — № 1. — С. 62—75.
23. Лебедев С.А. Онтология человека // Человек. — 2010. — № 1. — С. 15—29.
24. Лебедев С.А. Онтология науки // Новое в психолого-педагогических исследованиях. — 2010. — № 3. — С. 5—26. — ISSN 2072—2516.
25. Лебедев С.А. Структура науки // Вестник Московского университета, серия 7 "Философия". — 2010. — № 3.
26. Лебедев С.А. Социальная природа и инновационный характер современной науки // Новое в психолого-педагогических исследованиях. — 2010. — № 4. — С. 5—13. — ISSN 2072—2516.
27. Лебедев С.А., Панченко А.И. Ноосферная картина мира // Человек. — 2010. — № 5.
28. Лебедев С. А., Лекторский В. А., Касавин И. Т., Кузнецов В. Г., Петренко В. Ф, Пирожков В. В., Пружинин Б. И., Сокулер З. А., Филатов В. П. Обсуждение книги «Энциклопедия эпистемологии и философии науки» (материалы «круглого стола») // Вопросы философии. — 2010. — № 11. — С. 3—24.
29. Лебедев С.А., Ковылин Ю.А. Инновационный характер современной науки и место России в её глобальной структуре // Новое в психолого-педагогических исследованиях. — 2011. — № 1. — С. 7—19. — ISSN 2072—2516.
30. Лебедев С.А. Научная картина мира в её развитии // Новое в психолого-педагогических исследованиях. — 2011. — № 2. — С. 7—27. — ISSN 2072—2516.
31. Лебедев С.А. О стратегии развитии научно-технического потенциала современной России // Новое в психолого-педагогических исследованиях. — 2011. — № 3. — С. 7—25. — ISSN 2072—2516.
32. Лебедев С.А. Современная наука: социальность и инновационность // Вестник Московского университета, серия 7 "Философия". — 2011. — № 1. — С. 36—45. — ISSN 0130-0091.
33. Лебедев С.А. Праксиология науки // Вопросы философии. — 2012. — № 4. — С. 52—63.
34. Лебедев С.А. Российская наука и образование: проблемы и перспективы // Высшее образование в России. — 2012. — № 11. — С. 82—89. — ISSN 0869-3617.
35. Лебедев С.А. Наука в глобальном мире // Век глобализации. — 2012. — № 2(10). — С. 145—152.
36. Лебедев С.А. Научная истина и её критерии // Новое в психолого-педагогических исследованиях. — 2012. — № 4. — С. 7—22.
37. Лебедев С.А. Взаимосвязь философии и науки:основные концепции // Новое в психолого-педагогических исследованиях. — 2013. — № 1. — С. 7—28.
38. Лебедев С.А., Коськов С.Н. Постпозитивизм: выход за пределы логического эмпиризма // Новое в психолого-педагогических исследованиях. — 2013. — № 2. — С. 7—17.
39. Лебедев С.А. Культурно-исторические типы науки и закономерности её развития // Новое в психолого-педагогических исследованиях. — 2013. — № 3. — С. 7—18.
40. Лебедев С.А. Постнеклассическая эпистемология: основные концепции // Философские науки. — 2013. — № 4. — С. 69—83.
41. Лебедев С.А., Коськов С.Н. Конвенционалистская философия науки // Вопросы философии. — 2013. — № 5. — С. 57—69.
42. Лебедев С.А. Проблема оправдания индукции (метафизический и прагматистский подходы) // Ученые записки Петрозаводского государственного университета. Серия "Общественные и гуманитарные науки". — 2013. — Т. 132, № 3. — С. 86—90.
43. Лебедев С.А. Проблема оправдания индукции (метафизический и прагматистский подходы) // Ученые записки Петрозаводского государственного университета. Серия "Общественные и гуманитарные науки". — 2013. — № 5. — С. 79—83.
44. Лебедев С.А. Основные парадигмы эпистемологии и философии науки // Вопросы философии. — 2014. — № 1. — С. 73—82.
45. Лебедев С.А. Основные модели развития научного знания // Вестник РАН. — 2014. — Т. 84, № 6. — С. 506—513.
46. Лебедев С.А. Проблема истины в науке // Человек. — 2014. — № 4. — С. 123—135.
47. Лебедев С.А. Основные положения позитивно-диалектической парадигмы эпистемологии и философии науки // Новое в психолого-педагогических исследованиях. — 2014. — № 3. — С. 7—13.
48. Лебедев С.А., Коськов С.Н. Конвенции и консенсус в контексте современной философии науки // Новое в психолого-педагогических исследованиях. — 2014. — № 1. — С. 7—15.
49. Лебедев С.А. Methodology of Science and Scientific Knowledge Levels // European Journal of Philosophical Research. — 2014. — Т. 1, № 1. — С. 65—72. — ISSN 2408-9435.
50. Лебедев С.А. The positive-dialectical epistemological programs // European Journal of Philosophical Research. — 2014. — Т. 1, № 2. — С. 113—132.
51. Лебедев С.А. Russian Science and Education // Russian Science and Education. — M.E. Sharpe.Inc.United States, 2014. — Т. 56, № 1. — С. 57—69.
52. Sergey A.Lebedev. To the Issue of New Epistemology:Imating B.Latour // Voprosy filosofii i psikhologii. — 2014. — Т. 2, № 2. — С. 48—59. — ISSN 2409-3602.
53. Sergey A.Lebedev, Konstantin S.Lebedev. The global scientific revolution and its laws // Voprosy filosofii i psikhologii. — 2014. — Т. 1, № 1. — С. 21—29. — ISSN 2409-3602.
54. Лебедев С.А. Пересборка эпистемологического // Вопросы философии. — 2015. — № 6. — С. 53—64.
55. Лебедев С.А. Научный метод:единство и многообразие // Новое в психолого-педагогических исследованиях. — 2015. — № 2. — С. 7—21.
56. Лебедев С.А., Лебедев К.С. Проблема универсального научного метода // Новое в психолого-педагогических исследованиях. — 2015. — № 3. — С. 7—22.
57. Sergey A.Lebedev. Principles of mathematic theories // Voprosy filosofii i psikhologii. — 2015. — Т. 1, № 4. — С. 100—111. — ISSN 2409-3602.
58. Sergey A.Lebedev. The problem of induction // Voprosy filosofii i psikhologii. — 2015. — Т. 1, № 3. — С. 17—28. — ISSN 2409-3602.
59. Sergey A.Lebedev. The scientific knowledge and its structure // Voprosy filosofii i psikhologii. — 2015. — Т. 3, № 5. — С. 201—213. — ISSN 2409-3602.
60. Sergey A.Lebedev, Lazarev F.V. Philosophical reflection: its essence, forms, and types // Voprosy filosofii i psikhologii. — 2015. — Т. 1, № 3. — С. 4—16. — ISSN 2409-3602.
61. Лебедев С.А. Аксиология науки: ценностные регуляторы научной деятельности // Вопросы философии. — 2020. — № 7. — С. 82—92.
62. Лебедев С.А. Природа научной истины // Вестник Московского государственного областного университета. Серия: Философские науки. — 2020. — № 2. — С. 117—126.
63. Лебедев С.А. Метод философского обоснования научных теорий // Гуманитарный Вестник. — 2020. — Вып. 84, № 4. — С. 1.
64. Лебедев С.А. Конвенциональность и консенсуальность научного знания // Гуманитарный Вестник. — 2020. — Вып. 86, № 6. — С. 1.
65. Лебедев С.А. Уровневая структура научного знания // Вестник Тверского государственного университета. Серия ; Философия. — 2021. — Вып. 56, № 2. — С. 7-20.
66. Лебедев С.А. Методологический плюрализм современной науки // Вестник Московского государственного областного университета. Серия: Философские науки. — 2021. — № 3. — С. 63-76.
67. Лебедев С.А. Методологические традиции и методологическая культура ученого // Гуманитарный Вестник. — 2021. — Вып. 92, № 6. — С. 1.
68. Лебедев С.А. Консенсуальный характер научного знания как обобщение его конвенциональности // Studia Humanitatis Borealis. — 2021. — Вып. 18, № 1. — С. 4-12.
69. Лебедев С.А. Проблема демаркации научного знания и ее эволюция // Вестник Московского государственного областного университета. Серия: Философские науки. — 2022. — № 3. — С. 12-19.
70. Лебедев С.А. Уровневая структура объективной и субъективной реальности // Вестник Московского государственного областного университета. Серия: Философские науки. — 2022. — № 4. — С. 12-19.
71. Лебедев С.А. Основной вопрос философии: кто прав, кто не прав и почему // Гуманитарный Вестник. — 2022. — Вып. 96, № 4. — С. 1.
72. Лебедев С.А. Уровневая научная рациональность // Гуманитарный Вестник. — 2022. — Вып. 97, № 5. — С. 1.
73. Лебедев С.А. Теория как особая единица научного знания: онтология и методы // Гуманитарный Вестник. — 2023. — Вып. 100, № 2. — С. 1.
74. Лебедев С.А. Наука как социально-инновационная деятельность // Гуманитарный Вестник. — 2023. — Вып. 101, № 3. — С. 1.
75. Лебедев С.А. Конструктивистская концепция научного познания // Вестник Тверского государственного университета. Серия ; Философия. — 2023. — № 1.
76. Лебедев С.А. Современная наука как многомерная когнитивно-социальная система // Вестник Московского государственного областного университета. Серия: Философские науки. — 2023. — № 2.